# Équipe de Tunisie de football en 1991
L'équipe de Tunisie de football se fait discrète durant l'année 1991. Sur les huit rencontres internationales qu'elle dispute, elle réalise six matchs nuls dont trois lors des éliminatoires de la coupe d'Afrique des nations 1992. Elle ne réalise qu'une seule victoire et n'enregistre qu'une seule défaite en match amical.
Mohamed Ali Mahjoubi se distingue en marquant quatre buts au total contre l'équipe d'Égypte. Compte tenu du nouveau statut dit alors « non-amateur » du football tunisien, l'équipe première ne participe plus aux qualifications des Jeux olympiques, ni aux Jeux méditerranéens.

## Matchs

### Rencontres internationales
| Date             | Stade                                | Adversaire    | Score | Comp | Buteurs tunisiens                                       |
| 5 mars 1991      | Annaba, Algérie                      | Algérie       | 1-2   | A    | K. Khmiri 83e                                           |
| 27 mars 1991     | Stade olympique d'El Menzah, Tunisie | Turquie       | 0-0   | A    |                                                         |
| 7 avril 1991     | Stade olympique d'El Menzah, Tunisie | Algérie       | 0-0   | A    |                                                         |
| 14 avril 1991    | Stade olympique d'El Menzah, Tunisie | Égypte        | 2-2   | QCAN | Mahjoubi 44e 89e                                        |
| 28 avril 1991    | Ndjamena, Tchad                      | Tchad         | 0-0   | QCAN |                                                         |
| 26 juillet 1991  | Le Caire, Égypte                     | Égypte        | 2-2   | QCAN | Mahjoubi 50e 53e                                        |
| 27 novembre 1991 | Stade olympique d'El Menzah, Tunisie | Côte d'Ivoire | 5-3   | A    | K. Ben Sassi 21e 39e, Okbi 67e, Ben Néji 74e, Chihi 77e |
| 25 décembre 1991 | Stade olympique d'El Menzah, Tunisie | Cameroun      | 2-2   | A    | K. Ben Sassi 3e, M. Msakni 42e                          |

### Matchs de préparation
| Date             | Stade                                | Adversaire                    | Score | Comp                | Buteurs tunisiens                                                        |
| 12 juillet 1991  | Toulon, France                       | Sporting Toulon Var ( France) | 1-2   | A                   |                                                                          |
| 17 juillet 1991  | Alès, France                         | Olympique d'Alès ( France)    | 2-1   | A                   | Ben Néji, K. Khmiri                                                      |
| 19 juillet 1991  | Alès, France                         | Olympique d'Alès ( France)    | 0-1   | A                   |                                                                          |
| 5 novembre 1991  | Stade olympique d'El Menzah, Tunisie | Ararat Erevan ( Arménie)      | 8-2   | Coupe du 7-Novembre | K. Ben Sassi (3 buts), M. Msakni, T. Mhedhebi, Mahjoubi, Okbi, M. Gharbi |
| 11 novembre 1991 | Stade olympique d'El Menzah, Tunisie | Luton Town FC ( Angleterre)   | 3-2   | Coupe du 7-Novembre | Ben Néji (2 buts), Mahjoubi                                              |

## Sources
- Mohamed Kilani, « Équipe de Tunisie : les rencontres internationales », Guide-Foot 2010-2011, éd. Imprimerie des Champs-Élysées, Tunis, 2010
- Béchir et Abdessattar Latrech, 40 ans de foot en Tunisie, vol. 1, chapitres VII-IX, éd. Société graphique d'édition et de presse, Tunis, 1995, p. 99-176